# Kriegskreuz (Luxemburg)

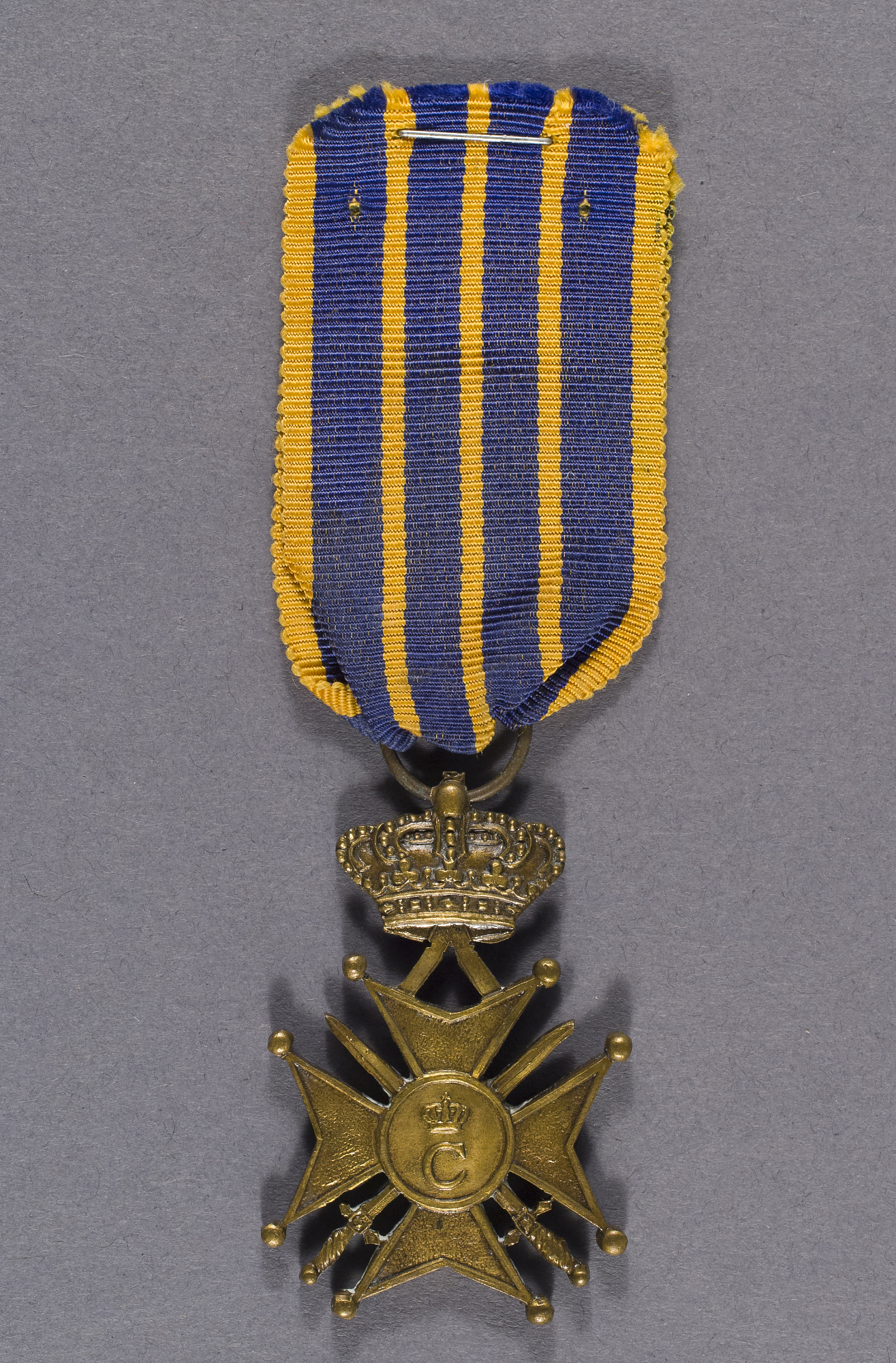
Kriegskreuz 1940–45

Das Kriegskreuz 1940–1945 (Croix de Guerre) wurde am 17. April 1945 durch Großherzogin Charlotte von Luxemburg gestiftet und sollte hervorragende militärische Taten im Kampf um die Befreiung des Landes belohnen. Die Auszeichnung konnte an Militärpersonen, Angehörige von Paramilitärischen Organisationen sowie an Ausländer verliehen werden.

## Aussehen und Trageweise
Die Dekoration ist ein aus Bronze gefertigtes Malteserkreuz mit Kügelchen auf den Kreuzspitzen. Durch die Kreuzwinkel verlaufen zwei gekreuzte Schwerter. Im Medaillon die gekrönte Initiale  C  (Charlotte). Auf der Rückseite findet sich im Medaillon die Jahreszahl 1940 (Besetzung des Landes).
Das Ordenszeichen wird über zwei glatte starre Bänder von einer Krone überragt, an der der Tragering befestigt ist.
Getragen wird die Auszeichnung an einem blauen Band mit fünf orangefarbenen Streifen auf der linken Brustseite.

## Verleihungszahlen
Das Kriegskreuz 1940–1945 wurde insgesamt 1.473 Mal verliehen und zwar an folgende Nationalitäten:
- 506 Luxemburger
- 778 US-Amerikaner
- 86 Belgier
- 67 Franzosen
- 35 Engländer
- 1 Niederländer